# Oskar Deecke
Oskar Deecke, född den 16 maj 1986 i Hamburg, Tyskland, är en tysk landhockeyspelare.
Han tog OS-guld i herrarnas landhockeyturnering i samband med de olympiska landhockeytävlingarna 2012 i London.